# Sanne Konijnenberg
Sanne Konijnenberg (* 30. August 2004 in Apeldoorn) ist eine niederländische Volleyballspielerin.

## Karriere
Konijnenberg begann ihre Karriere bei Dros Alterno Apeldoorn. Von 2020 bis 2024 spielte sie beim VC Zwolle. 2024 wechselte die Zuspielerin zu Dynamo Apeldoorn. Mit dem Verein gewann sie in der Saison 2024/25 den niederländischen Pokal. In der Nations League 2025 gab sie ihr Debüt in der A-Nationalmannschaft. Zur Saison 2025/26 wechselt Koninjenberg zum deutschen Bundesligisten 1. VC Wiesbaden.